# Herb Otmuchowa
Herb Otmuchowa – jeden z symboli miasta Otmuchów i gminy Otmuchów w postaci herbu.

## Wygląd i symbolika
Herb przedstawia w polu błękitnym, otoczonym skrajem barwy złotej z czterema zielonymi blankami u góry, srebrną wieżę z czterema blankami stojącą na zielonym trójwzgórzu. U dołu wieży znajduje się otwarta brama. Wnętrze bramy jest barwy złotej. Nad bramą rozeta okienna w roztrój zielona.

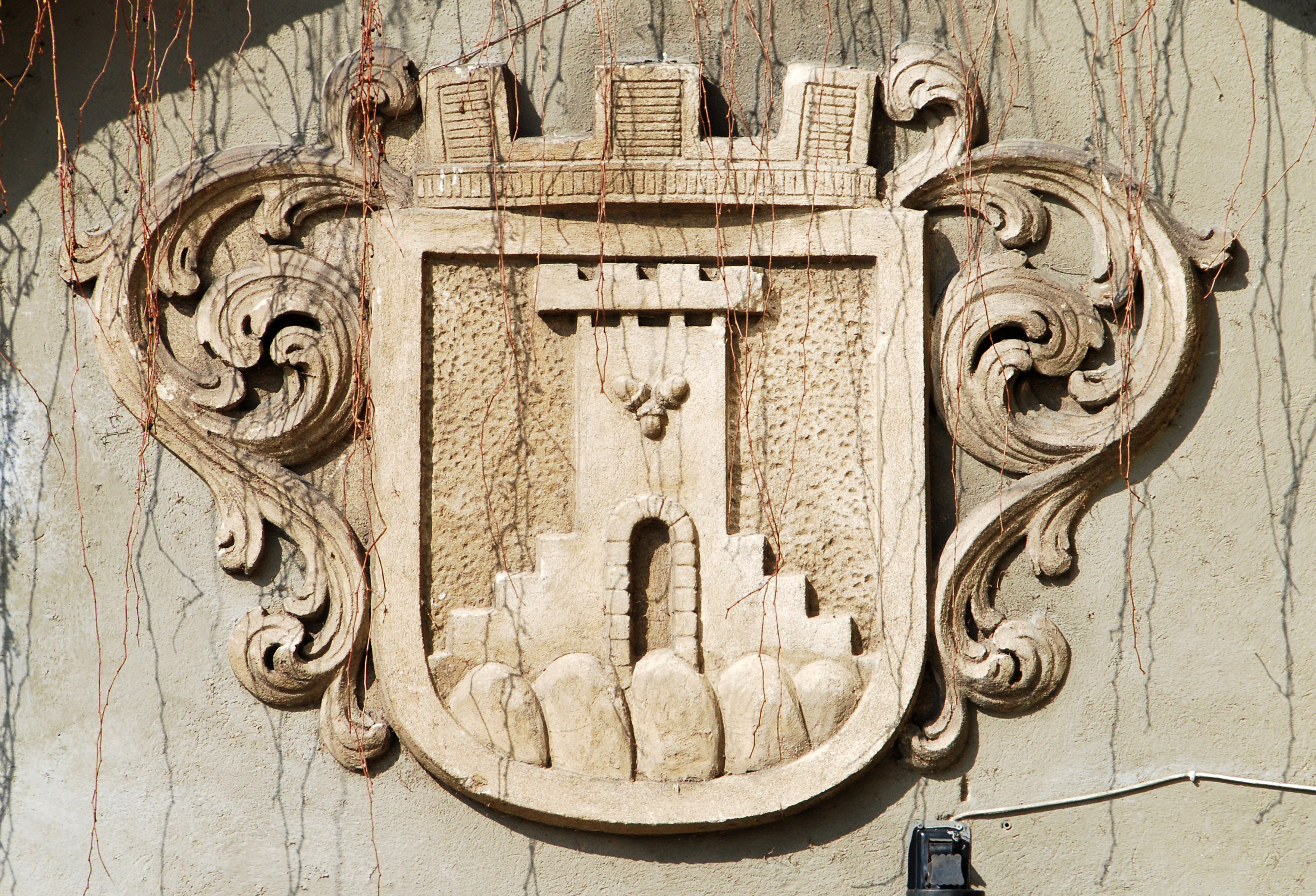
Herb na Zamku w Otmuchowie

## Historia
Najstarszy wizerunek herbu pochodzi z XIV wieku. Herb przedstawiał wieżę blankowaną, z żołędziami ułożonymi w roztrój, z jednoskrzydłową otwartą bramą, a pod nią cztery kamienie.